# Laura Bush
Laura Lane Welch Bush (Midland, Texas, 4 november 1946) is de echtgenote van voormalig Amerikaans president George W. Bush en was daardoor van begin 2001 tot begin 2009 first lady van de Verenigde Staten.

## Leven
Laura Welch werd geboren in Texas als enig kind van Harold en Jenna Welch. Ze studeerde onderwijs (education) aan de Southern Methodist University in Dallas (Texas) en behaalde haar Bachelor of Science in 1968. Na haar studie ging ze werken als onderwijzeres in het basisonderwijs. In 1973 behaalde ze een Master of Science in de bibliotheekwetenschappen aan de Universiteit van Texas in Austin. Hierna werkte ze als bibliothecaresse.
Ze ontmoette George W. Bush in 1977. Na een relatie van zes weken verloofden ze zich en trouwden na drie maanden verkering op 5 november 1977. Op 25 november 1981 beviel ze van haar twee-eiige tweelingdochters Barbara en Jenna.
In haar functie als first lady van de Verenigde Staten nam ze op het eerste oog een positie op de achtergrond in, maar in werkelijkheid heeft zij zich wel degelijk bemoeid met het politieke beleid van haar man. Volgens de toenmalige minister van buitenlandse zaken Condoleezza Rice was het haar initiatief dat de Amerikaanse regering aan de buitenwereld duidelijk maakte hoe de Taliban met vrouwen omgaat. Ze zette zich verder vooral in voor vraagstukken rond onderwijs en de gezondheid van vrouwen. Voor UNESCO werd ze van 2003 tot 2012 benoemd tot Ere-Goodwill Ambassadeur, waarmee ze zich committeerde voor het Decennium van Analfabetisme van de Verenigde Naties.